# Векторні розшарування на алгебричних кривих
Векторні розшарування на алгебричних кривих можна вивчати як голоморфні векторні розшарування на компактних ріманових поверхнях, що є класичним підходом, або як локально вільні пучки на алгебричних кривих C в більш загальному, алгебричному оточенні (яке може, наприклад, дозволяти особливі точки).
Деякі фундаментальні результати з класифікації були відомі в 1950-х роках. Результат Гротендіка, що голоморфні векторні розшарування на сфері Рімана є сумами 1-мірних розшарувань, часто називають теоремою Біркгофа — Гротендіка, оскільки вона випливає з більш ранньої роботи Біркгофа.
Атія дав класифікацію векторних розшарувань на еліптичних кривих.
Теорему Рімана — Роха для векторних розшарувань довів Вейль ще до того, як концепція векторного розшарування отримала офіційний статус, хоча відповідні лінійчаті поверхні були класичними об'єктами. Вейль розглядав можливість узагальнення многовиду Якобі шляхом переходу від голоморфних лінійних розшарувань до більш високих рангів. Ця ідея виявилася плідною, що виразилося в дослідженнях просторів модулів векторних розшарувань, починаючи з роботи в 1960-х роках з геометричної теорії інваріантів.